# Noelia de Mingo
Noelia de Mingo Nieto (El Molar, Madrid; 6 de enero de 1972) es una exmédica y criminal española, autora confesa de tres asesinatos y cuatro intentos de asesinato en 2003 en el Hospital Universitario Fundación Jiménez Díaz, en donde trabajaba como médico reumatóloga, y otros dos intentos de asesinato en 2021 en un supermercado de su localidad natal, El Molar. En ambos juicios se le diagnosticó una esquizofrenia paranoide con delirios y alucinaciones, por lo que se la declaró inimputable de todos sus crímenes y delitos y fue ingresada en el Hospital Psiquiátrico Penitenciario de Fontcalent, a las afueras de la ciudad de Alicante.

## Biografía
Noelia de Mingo nació el 6 de enero de 1972 en la localidad serrana de El Molar, a 40 kilómetros de Madrid. Hija de Juan de Mingo (teniente de alcalde del PP en El Molar) y Consuelo Nieto, fue una joven de carácter tímido, descrita por vecinos de El Molar como responsable y que nunca salía de casa debido a sus estudios como médica. Estudió la EGB y el bachillerato en el colegio San Estanislao de Kostka de Madrid. En el año 2001, tras haber superado las pruebas del MIR, entró como médico interno residente en la Clínica de la Concepción (actual Hospital Universitario Fundación Jiménez Díaz), situada en la Plaza de Cristo Rey de Madrid, en el distrito de Moncloa. En un principio, su comportamiento con sus compañeros fue normal.

### Primeros indicios de esquizofrenia
En el año 2001, Noelia, mientras salía de una obra de teatro, comenzó a escuchar voces que la insultaban y se metían con ella. Comenzó a ir a peor, creyendo que iban a matarla a ella y a su familia, que querían hacerle daño. Por estos motivos, el mismo 2001 es diagnosticada con esquizofrenia paranoide, y un psiquiatra le receta Risperdal, un medicamento que ayuda a controlar sus efectos. Sin embargo, a finales de 2002 abandonó la medicación, ya que ésta le hacía sentir que estaba engordando.

### Incidentes en el hospital
Había algunos episodios en el hospital que alarmaban a los compañeros de De Mingo. Sus compañeros observaban comportamientos extraños por su parte, como hablar con los picaportes de las puertas, escribir en un ordenador apagado o mirar fijamente a sus compañeros de hospital mientras se reía. A pesar de que era notorio que algo no iba bien dentro de Noelia, y a pesar de las constantes quejas de sus compañeros, a Noelia no sólo no se la retiró del servicio, sino que se instó a sus compañeros a "dejar de tener una actitud acusadora contra ella". Cabe destacar que las familias De Mingo Nieto y Jiménez Díaz, los fundadores del hospital, tenían una relación de amistad desde hacía años, siendo ambas de El Molar, de clase social alta y dedicadas al mundo de la enfermería. Muestra de esa relación, para hacerse una idea hasta que punto Noelia tenía impunidad en el hospital, fue cuando un supervisor llamó la atención a Noelia y ésta se presentó al día siguiente en el hospital con su madre amenazando al supervisor diciéndole: "A ver si se atreve delante de mi madre a decirme lo que me dijo el otro día".

## Ataque en el Hospital Universitario Fundación Jiménez Díaz
La confusa mente de Noelia llevaba planeando meses una venganza contra sus compañeros del hospital, a quienes creía actores y actrices que tenían intención de incordiarla y molestarla, como si fuera El Show de Truman. Creía que la espiaban, se reían de ella, y que en cualquier momento la matarían a ella y a su familia. Es por eso que decidió planear un ataque hacia quienes consideraba que iban a ir a por ella. La tarde del 2 de abril de 2003, Noelia se dirigió a una ferretería de Alvarado, en el distrito de Tetuán, donde compró un cuchillo de 15 centímetros. La mañana del 3 de abril, antes de dirigirse al trabajo, abrió con el cuchillo un pequeño hueco dentro de la bata para que éste cupiese entero.
A las 14:15 horas, Noelia se dirigió al control de enfermería y, creyendo que estaban hablando mal de ella, apuñaló mortalmente a su compañera Leilah El Ouamari, de 27 años. Acto seguido se dirigió a María A., asestándola también otras puñaladas, aunque solo resultó herida de gravedad. María y Leilah fueron dos de las personas que se habían quejado del comportamiento extraño de Noelia antes de los ataques. Después, se dirigió a Belén A., que también resultó herida. Acto seguido, salió de la oficina y apuñaló mortalmente a Félix Vallés, un hombre de 76 años que había ido al hospital con intención de visitar a su mujer, internada en el hospital, y que fue herido. Después se dirigió a Jacinta Gómez de la Llave, una paciente que hablaba con su hijo por teléfono y también la apuñaló mortalmente. Al llegar a la unidad 43, se encontró con Cristina T., quién alertada por el revuelo que se estaba escuchando le preguntó a Noelia qué era lo que estaba sucediendo. En respuesta, esta le dijo: "Ahora voy a por ti", apuñalando también a Cristina. En la unidad 33 asestó una puñalada a Carmen L. A., ocasionándole una herida incisa en el antebrazo derecho que requirió para su curación sutura de varios puntos, curando a los 150 días, durante los cuales estuvo impedida para sus ocupaciones habituales, quedándole como secuelas cicatriz en el antebrazo derecho. Deambulando por los pasillos del hospital, se encontró de nuevo con Félix Vallés, que ya estaba malherido, a quien nuevamente atacó propinándole, con ánimo de acabar con su vida, multitud de puñaladas en órganos vitales, tales como hipocondrio derecho y epigastrio que le ocasionaron su inmediata intervención quirúrgica y que provocaron su fallecimiento el 5 de abril. Noelia se dirigió a la zona de quirófanos donde fue reducida por un auxiliar y dos celadores, que la detuvieron con el soporte de pie de un gotero. Viendo que no tenía escapatoria, Noelia tiró el cuchillo y se cruzó de brazos hasta la llegada de la Policía Nacional. Noelia fue detenida y encarcelada en las enfermerías de las prisiones de Soto del Real y Alcalá - Meco hasta el juicio.

## Juicio y sentencia
En el juicio, celebrado en la Audiencia Provincial de Madrid en 2006, Noelia se acogió a su derecho de no declarar. A pesar de ser encontrada culpable de 3 asesinatos y 4 intentos de asesinato, con los agravantes de premeditación, alevosía y ensañamiento, también quedó probado que padecía de esquizofrenia paranoide, lo que la eximía penalmente. Es por eso que fue condenada a 25 años de internamiento en el centro psiquiátrico - penitenciario de Fontcalent y a pagar 301.666 euros de indemnización a los familiares de sus víctimas y heridos. Así mismo, la Fundación Jiménez Díaz también tuvo que hacer frente a una indemnización de 1.200.000 euros a los familiares afectados, ya que quedó probado que desde el hospital conocían comportamientos extraños de Noelia cómo que no hacía guardias, no se relacionaba con la gente, no iba a las sesiones clínicas pese a ser obligatorio para los residentes, el jefe del servicio acordó que Noelia sólo viera a pacientes nuevos, porque era donde menos daño podía hacer, a veces dejaba las historias clínicas a su cargo en blanco, a veces se reía sin sentido, y hacía informes tecleando con el ordenador apagado, y pese a todo esto no se la apartó del servicio, propiciando el ataque cometido.

## Puesta en libertad
En el año 2017, gracias a un informe de los especialistas que le trataban en Fontcalent, que destacaban su positiva evolución, su consciencia del daño cometido y su intención de trabajar como traductora, la audiencia provincial la dejó en libertad definitiva bajo supervisión de su madre, una anciana octogenaria en ese momento. Así mismo, se la obligó a acudir mensualmente al Hospital Infanta Sofía, su hospital de referencia. De Mingo volvió a residir en El Molar hasta el año 2021.

## Segundo ataque
La mañana 20 de septiembre de 2021, Noelia salió de su casa, en la plaza del ayuntamiento de El Molar, con un cuchillo en la mano. Se dirigió a un supermercado a unos 400 metros de su casa, en la Avenida de España. Sin mediar palabra, apuñaló a una cajera que estaba trabajando allí, forcejeó con un cliente del supermercado que estaba pagando su compra, y ya en la calle, apuñaló a la gerente del supermercado, que consiguió huir al exterior antes de ser atacada por Noelia. La gerente, herida, consiguió zafarse de De Mingo y se metió en una farmacia justo en frente del supermercado, desde donde se alertó a la policía local de El Molar de este nuevo incidente. De Mingo amenazó a los transeúntes con el cuchillo y estuvo a punto de apuñalar a uno de los agentes que intentaba detenerla. Después de un breve forcejeo, Noelia volvía a ser detenida y llevada a la comandancia de la Guardia Civil de San Agustín de Guadalix, antes de ser trasladada a la unidad de psiquiatría del hospital Infanta Sofía y de ahí posteriormente de nuevo a Fontcalent. Se supo posteriormente que había tenido algún episodio de descompensación ocultado por su familia, como en 2018, un año después de quedar en libertad, cuando amenazó de muerte a su cuñado, siendo denunciado por este. También se descubrieron nuevos datos, como que había decidido atacar en ese supermercado porque, al ir unos cuantos años atrás, no le habían realizado un descuento de un producto, por lo que se había molestado e interpretado aquello como un ataque contra ella. Además, también se supo que había recibido una noticia fuerte al haber sido recientemente diagnosticada de un cáncer, lo que la había alterado psíquica y anímicamente, y que además de ello también tenía el síndrome de Fregoli, que básicamente le hace pensar que toda la gente que le rodea son actores, que todos son farsantes que están en una especie de obra de teatro riéndose de ella, burlándose de ella continuamente y perjudicándola.

## Juicio de 2023
El 21 de noviembre, dos años después de los hechos de El Molar, Noelia fue declarada culpable de los dos intentos de asesinato en El Molar y aceptó una sentencia de 33 años de internamiento, de nuevo en Fontcalent.